# کول‌آباد (دورود)
کول‌آباد، روستایی از توابع بخش سیلاخور شهرستان دورود در استان لرستان ایران است.

## جمعیت
این روستا در دهستان سیلاخور قرار دارد و براساس سرشماری مرکز آمار ایران در سال ۱۳۸۵، جمعیت آن ۲۵۳ نفر (۴۷خانوار) بوده‌است.و طوایف روستا طایفه خسروی از ایل بزرگ(حسنوند)و ایلات بختیاری 